# Clamor Wilhelm Schürmann
Clamor Wilhelm Schürmann (* 7. Juni 1815 in Bissendorf,  Osnabrück; † 1893 in Bethany (South Australia)) war ein deutscher evangelischer Missionar und Pastor in Australien.

## Leben und Werk
Schürmann war der jüngste Sohn von vier Söhnen von Johann Adam Schürmann und seiner Frau Maria Elisabeth, geborene Ebcker. Nach seiner Schulausbildung schlug er einen ähnlichen Lebensweg wie sein älterer Bruder Johann Adam ein, der als Missionar nach Indien und später nach China gegangen war. Nachdem sein Vater vor seinem ersten Geburtstag und seine Mutter 1825 verstorben waren, erbte er nach deutscher Sitte den Familienhof. Trotz familiärer Widerstände verzichtete er 1832 auf sein Erbe zugunsten eines älteren Bruders, Johann Friedrich, der ihn im Gegenzug mit der Mitgift seiner Frau unterstützte. Er bewarb sich an der von dem Prediger Johannes Jaenicke gegründeten Missionsschule in Berlin um eine theologische Ausbildung. An dieser ersten deutschen Missionsschule erwarb er Kenntnisse in Hebräisch, Griechisch, Latein, Englisch, Geographie, Welt- und Kirchengeschichte sowie Theologie. Anders als sein Bruder Adam lehnte er es als standhafter Lutheraner ab, in die anglikanische Kirche zu konvertieren. Dieses war die Bedingung, dass er eine Stelle bei der Gesellschaft zur Verbreitung des Evangeliums in fremden Ländern hätte annehmen dürfen. Daher studierte er von 1836 bis 1838 an der neu gegründeten  Evangelisch-Lutherischen Missionsgesellschaft in Dresden (DMS), die sich als erste Missionsgesellschaft lutherisch dem Unterrichten gemäß den lutherischen Konfessionen verschrieben hatte. In Südaustralien arbeiteten noch keine Missionare, daher nahm das DMS das Anliegen von dem Vorsitzenden der South Australian Company, George Fife Angas, an, der für die Entsendung von Missionaren nach South Australia eine Unterstützung  mit 100 Pfund pro Jahr anbot, solange er mit ihnen zufrieden war. Am 13. September 1836 wurde Schürmann zusammen mit Christian Gottlieb Teichelmann in das Dresdener Missionsseminar aufgenommen. 1838 wurde beide in Altenburg ordiniert, um anschließend in Dresden am 8. Februar 1838 nach Australien abgeordnet zu werden.

### Missionsarbeit in der Gegend von Adelaide
Nach einer fast fünf Monate dauernden Seereise über Teneriffa und Rio de Janeiro erreichten sie am 14. Oktober 1838 Adelaide und bauten mit geringer finanzieller Unterstützung die erste Schule für Aborigines in Piltawodli in der Nähe von Adelaide. Schürmann lernte in kurzer Zeit Kaurna, die regionale Sprache der indigenen Bevölkerung. Zusammen mit Teichelmann veröffentlichte er ein Wörterbuch und eine Grammatik. Dieses Werk gilt heute als wichtigster Baustein für die Wiederbelebung dieses nahezu ausgestorbenen Idioms. Er befürwortete die Beibehaltung der indigenen Identität und Sprachen. Schürmann und Teichelmann litten unter extremen finanziellen Engpässen und unsicherer Unterstützung. Sie konnten ihre Pläne, eine deutsche Gemeinde zur Unterstützung ihrer Gemeindearbeit in Adelaide zu gründen, nicht verwirklichen. Die meisten bei der South Australia Company beschäftigten Deutschen hatten kein Interesse, einer Gemeinde beizutreten. Der am 18. November 1838 mit seinen Anhängern ankommende Pastor August Ludwig Christian Kavel gründete sechs Kilometer von Adelaide entfernt eine eigene Gemeinde.

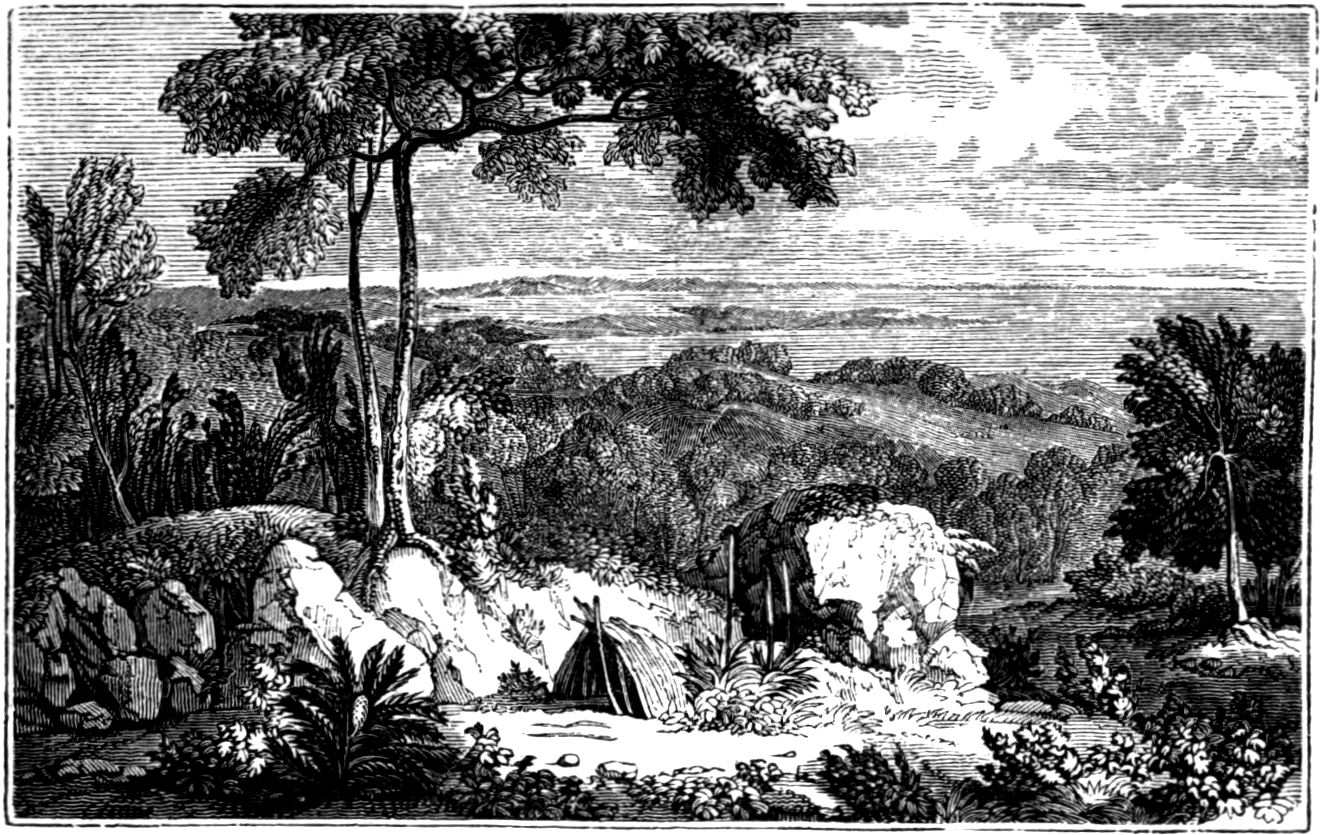
Gemälde von W. Westall: Einfahrt von Port Lincoln, 1838

1839 wurde Schürmann von Gouverneur George Gawler gebeten, eine Mission in Encounter Bay einzurichten, wo die 1837 gegründete Walfangindustrie katastrophale Auswirkungen auf die dort lebenden Ramindjeri hatte. Eingeführte Krankheiten dezimierten die Bevölkerung. Schürmann lernte die Ramindjeri-Sprache, um die indigene Bevölkerung der Lower Lakes und des Murray River verstehen zu können, und hoffte, die Ramindjeri zu bewegen, weiterhin Landwirtschaft zu betreiben.
Durch das Studium der Kaurna-Sprache und -Kultur konnte Schürmann 1839 Gawler, Angas und Matthew Moorhouse berichten, dass jeder Stamm sein eigenes Land und jede Familie ihr eigenes vom Vater geerbtes Gebiet besaß. Daraufhin reservierte Gawler mehrere 80-Morgen-Abschnitte für die Aborigines, darunter drei Abschnitte in der Encounter Bay.
1840 wurde er zum stellvertretenden Protektor der Aborigines von Port Lincoln ernannt, womit die australische Regierung seinen Einsatz für die Aborigines würdigte. In dieser Funktion arbeitet er als Übersetzer und Dolmetscher. Er versuchte mehrfach, seinen Einfluss auf die australische Regierung dahingehend geltend zu machen, dass die Ureinwohner von Seiten der Regierung eine bessere und gerechtere Behandlung erfuhren. Er forderte für die Aborigines eine Zuweisung landwirtschaftlicher Flächen und Schulen für die indigene Bevölkerung, die nicht von den Europäern beeinflusst werden sollten.
1845 reiste Schürmann zur Missionsstation Encounter Bay, um seinen Kollegen Heinrich August Eduard Meyer einzuarbeiten und zu unterstützen. Zuvor hatte Schürmann 1842 die Leipziger Mission aber schon darauf hingewiesen, dass es vernünftiger sei, die Mission einzustellen. Schwierigkeiten gab es vor allem, weil die Aborigines weit verstreut lebten und sich die Verständigung mit ihnen sehr problematisch gestaltete. Die Regierung hatte zudem die von Schürmann und Teichelmann gegründete Schule in Adelaide verlegt und eigene Lehrer engagiert. Der größte Einschnitt aus der Sicht Schürmanns war es, dass der erste Bischof von Adelaide verlangte, dass alle evangelisierten Aborigines der Anglikanischen Kirche angehören sollten. Nach 1846 schickte die Leipziger Mission keine weiteren Missionare mehr nach Australien und die bereits ausgesandten Missionare sollten sich den neu entstandenen deutschen Gemeinden widmen.
1847 heiratete er Wilhelmina Charlotte Maschmidt (genannt Minna) aus Osnabrück, die mit ihrem Bruder nach
Victoria gekommen war. Das Paar bekam neun Kinder, von denen vier in jungen Jahren starben. 1848 zog er mit seiner Ehefrau zurück nach Port Lincoln, wo er wieder als Übersetzer arbeitete. 1850 eröffnete er in der Nähe von Wallala eine Schule, in der er selbst in Parnkalla unterrichtete. Ab 1853 betreute er für 30 Jahre als Pastor die von aus Sachsen stammenden Siedlern gegründete Gemeinde in Hochkirch, die 1918 in Tarrington umbenannt wurde. Von dort aus gründete und betreute er weitere Kirchengemeinden im Umkreis von 140 Kilometern. 1883 widmete er sich der Herausgabe der Zeitung Kirchenbote. 1885 wurde er von dem Victorianischen Distrikt der Evangelisch-Lutherischen Synode von Australien zu deren Präsident gewählt.
Am 3. März 1893 verstarb er während der Teilnahme an einer Kirchenkonferenz in Bethany (South Australia). Beigesetzt wurde er in Adelaide und später nach Süd-Hamilton umgebettet.
Schürmann taufte keine Aborigines und gründete keine indigene lutherische Kirche, war jedoch an der grundlegenden Missionsarbeit mit den Missionaren Teichelmann in Adelaide und Meyer in Encounter Bay beteiligt. Diese legten den Grundstein für die anglikanische Missionsarbeit in Adelaide und Poonindie sowie für die Mission Raukkan am Lake Alexandrina. Diese Missionen spielten eine wichtige Rolle für das Überleben der Aborigines in den besiedelten Teilen von South Australia.
Mehrere Straßen sind nach ihm benannt und eine Pflanze trägt ihm zu Ehren den Namen Darwinia schurmannii.

## Veröffentlichungen (Auswahl)
- Obituary for Pastor C .G .Teichelmann. In: Der Lutherische Kirchenbote für Australien July 1887.
- mit Chr. G. Teichelmann: Outlines of a grammar, vocabulary, and phraseology, of the aboriginal language of South Australia, Adelaide. Pub. by the authors, at the Native location, 1840.